# 다올초등학교
다올초등학교는 경기도 화성시에 개교 예정인 공립 초등학교이다.

## 학교 연혁
- 2026년 9월 1일 : 개교 예정